# Discorso sopra la provisione del danaro
Discorso sopra la provisione del danaro (em italiano:  Discorso sopra la provisione del danaro) é um livro de 1502 do cientista político e escritor italiano Nicolau Maquiavel.

## Conteúdo
No "Discorso" Maquiavel discute a importância do dinheiro e das finanças para a estabilidade e o sucesso de um Estado. Ele explora questões como a gestão fiscal, a necessidade de recursos financeiros para manter um exército eficaz e como o dinheiro desempenha um papel crucial na política e na segurança nacional.

Em resumo, o "Discorso sopra la provisione del danaro" de Maquiavel aborda estratégias e considerações práticas relacionadas à administração financeira de um Estado, destacando a relevância do dinheiro como um instrumento essencial para a governança eficaz.